# FFH-Gebiet Löwenstedter Sandberge
Das FFH-Gebiet Löwenstedter Sandberge ist ein NATURA 2000-Schutzgebiet in Schleswig-Holstein im Kreis Nordfriesland am Westrand der Gemeinde Löwenstedt nördlich der kanalisierten Neuen Au. Es liegt im Naturraum Schleswig-Holsteinische Geest in der Landschaft Bredstedt-Husumer Geest

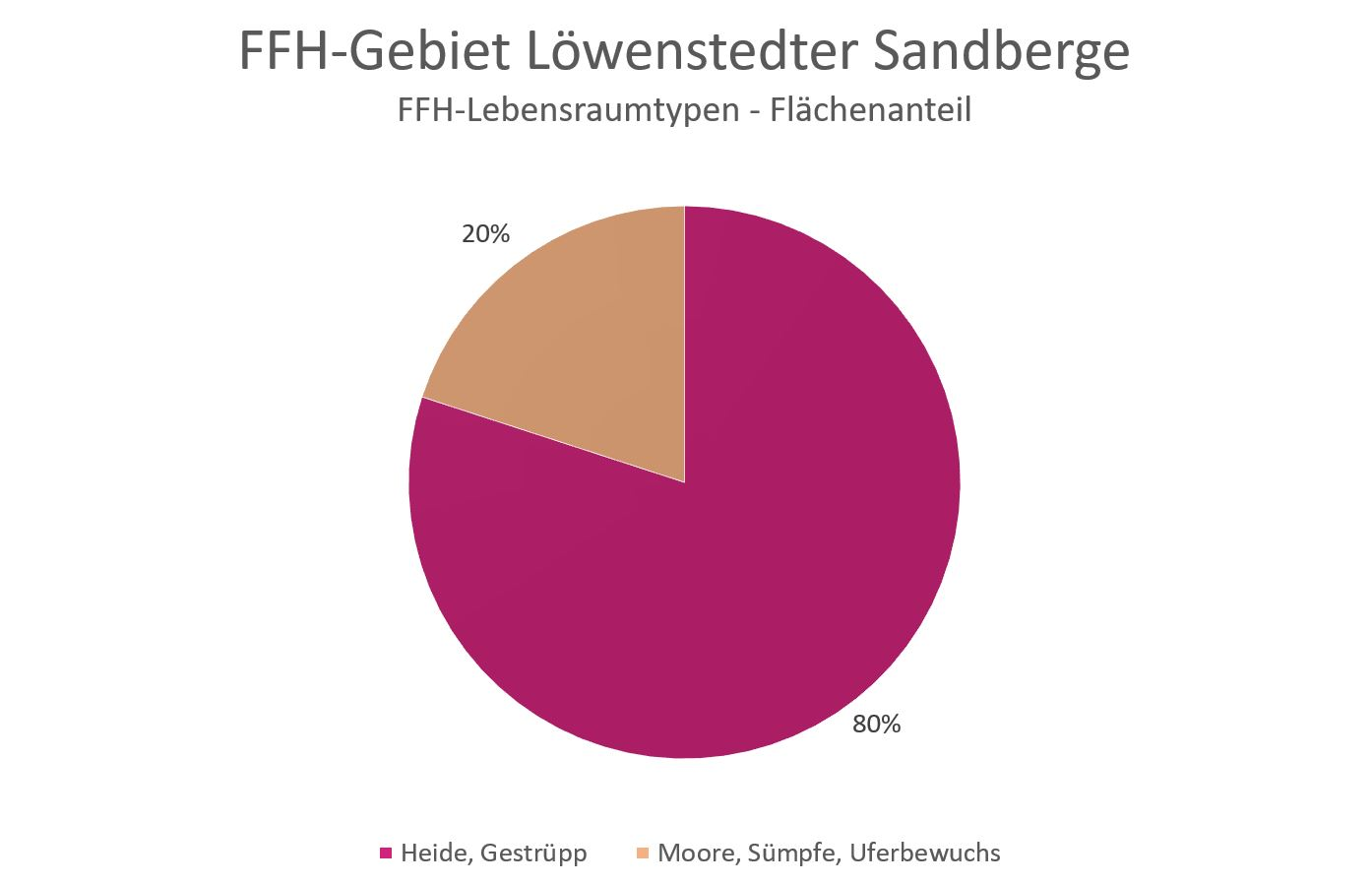
Diagramm 1: FFH-Lebensraumklassen

Es liegt 17 km nordöstlich von Husum und grenzt im Westen an die Straße Kolkerheide Weg, im Osten an den Vorfluter vom Allmoor. Die Straße Westerfeld durchquert das FFH-Gebiet von West nach Ost. Sie ist nur im östlichen Teil asphaltiert. Der Rest ist ein wassergebundener Feldweg. Es handelt sich um einen Bahndamm der ehemaligen Bahnstrecke Bredstedt–Löwenstedt. Das FFH-Gebiet hat eine Fläche von 21 ha. Die größte Ausdehnung liegt in Ostwestrichtung und beträgt 880 m. Die höchste Erhebung mit 19,7 m über NN befindet sich im Osten und der tiefste Bereich am Teich an der Westspitze mit 13 m über NN. Das FFH-Gebiet besteht zum überwiegenden Teil aus der FFH-Lebensraumklasse Heide und Gestrüpp und ansonsten aus Mooren und Sümpfen, siehe Diagramm 1.

## FFH-Gebietsgeschichte und Naturschutzumgebung

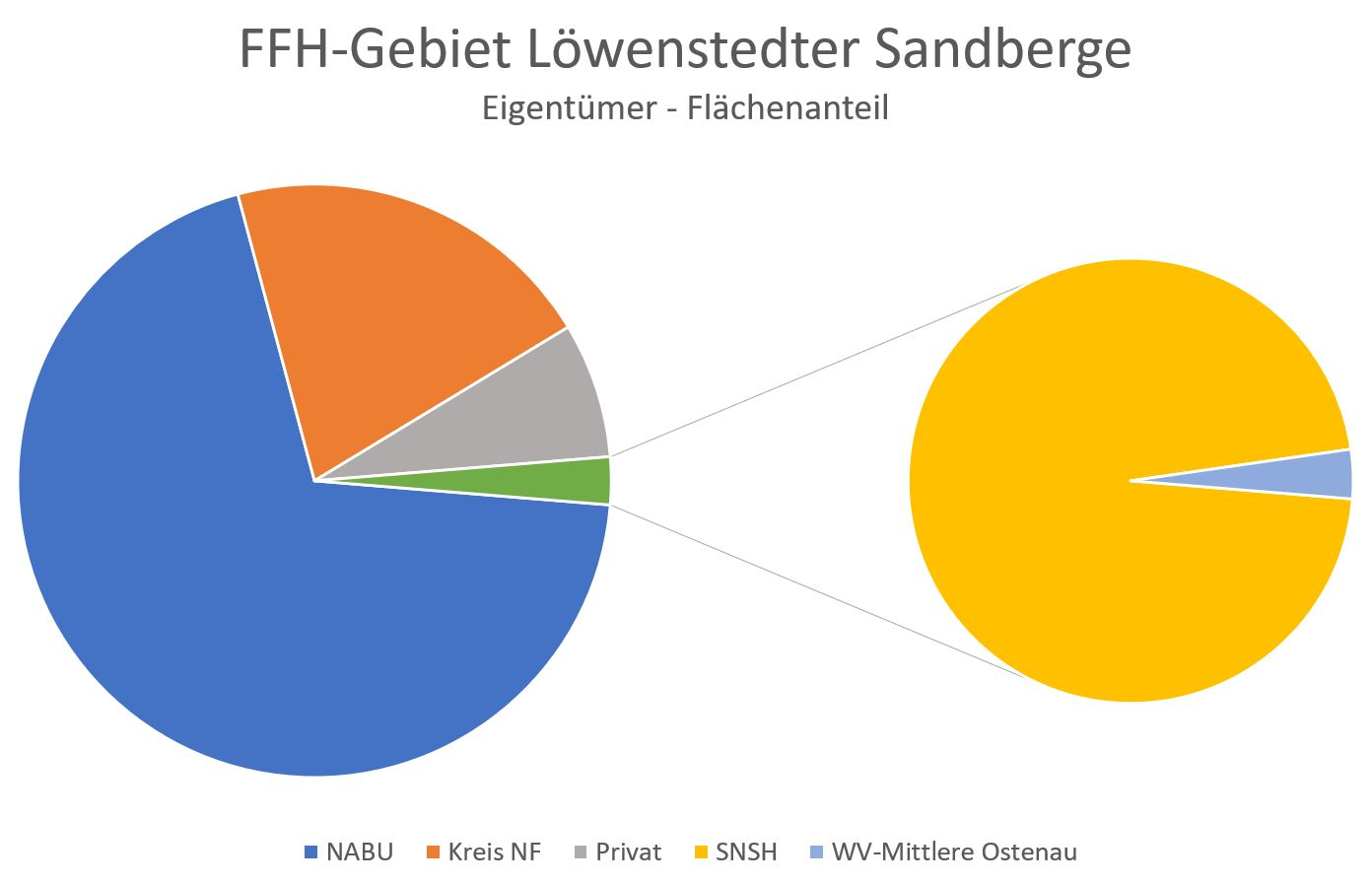
Diagramm 2: Eigentümer

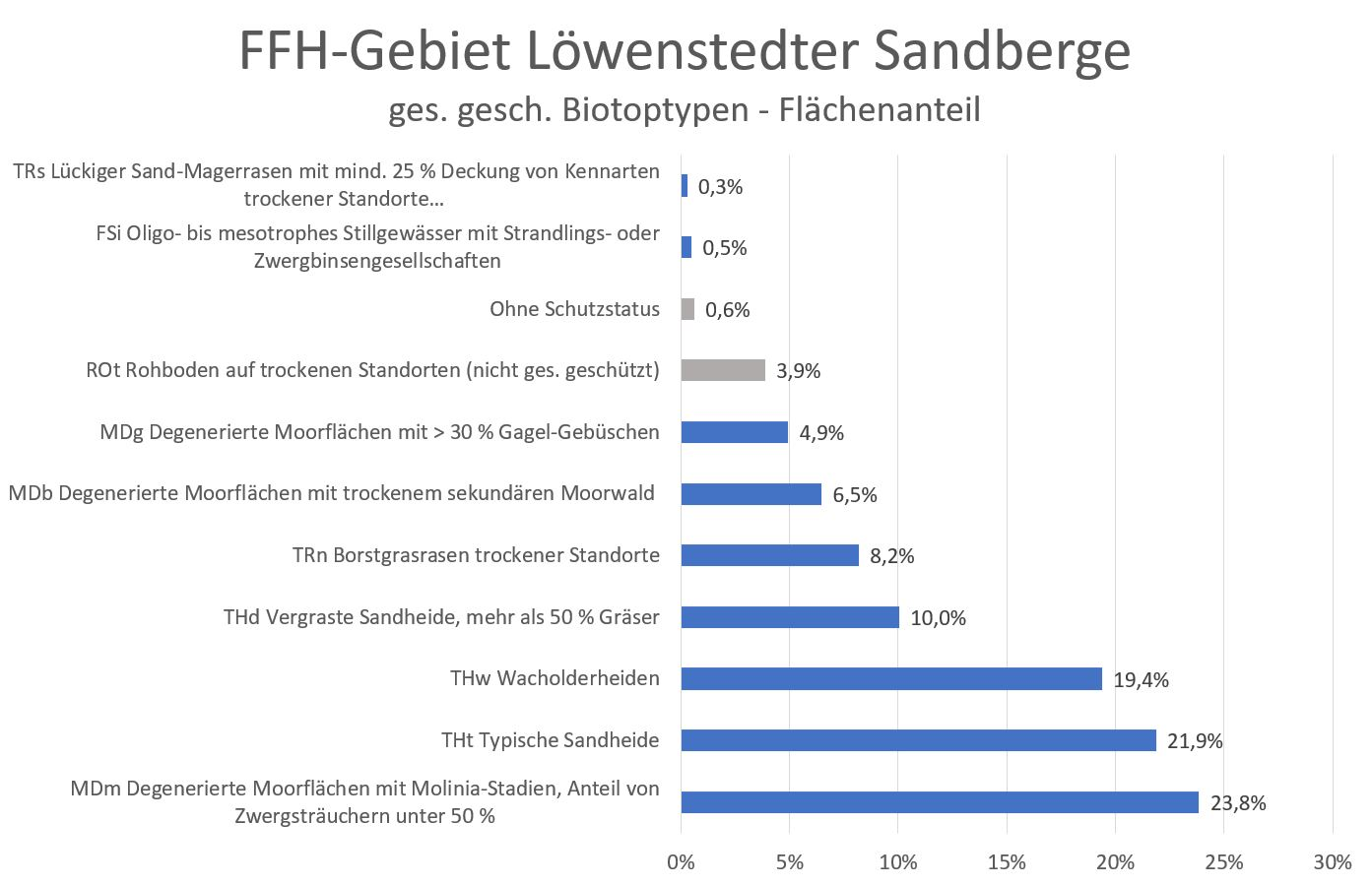
Diagramm 3: Biotoptypen

Der NATURA 2000-Standard-Datenbogen (SDB) für dieses FFH-Gebiet wurde im November 1999 vom Landesamt für Landwirtschaft, Umwelt und ländliche Räume (LLUR) des Landes Schleswig-Holstein erstellt, im August 2000 als Gebiet von gemeinschaftlicher Bedeutung (GGB) vorgeschlagen, im Dezember 2004 von der EU als GGB bestätigt und im Januar 2010 national nach § 32 Absatz 2 bis 4 BNatSchG in Verbindung mit § 23 LNatSchG als besonderes Erhaltungsgebiet (BEG) bestätigt. Der SDB wurde zuletzt im Mai 2019 aktualisiert. Der Managementplan für das FFH-Gebiet wurde am 5. August 2015 veröffentlicht.
Innerhalb des FFH-Gebietes Löwenstedter Sandberge befindet sich das am 10. Juli 1939 eingerichtete Naturschutzgebiet Löwenstedter Sandberge. Das FFH-Gebiet liegt in einem Schwerpunktbereich des landesweiten Biotopverbundsystems. Im Landschaftsrahmenplan für den Planungsraum I für den Kreis Nordfriesland von 2020 soll mit dem FFH-Gebiet Löwenstedter Sandberge eine offene Heide- und Moorlandschaft mit großer Artenvielfalt erhalten werden. Die Betreuung geschützter Gebiete in Schleswig-Holstein gem. § 20 LNatSchG wurde vom LLUR für dieses Naturschutzgebiet dem Naturschutzbund Deutschland, Landesverband Schleswig-Holstein e. V. (NABU) übertragen.

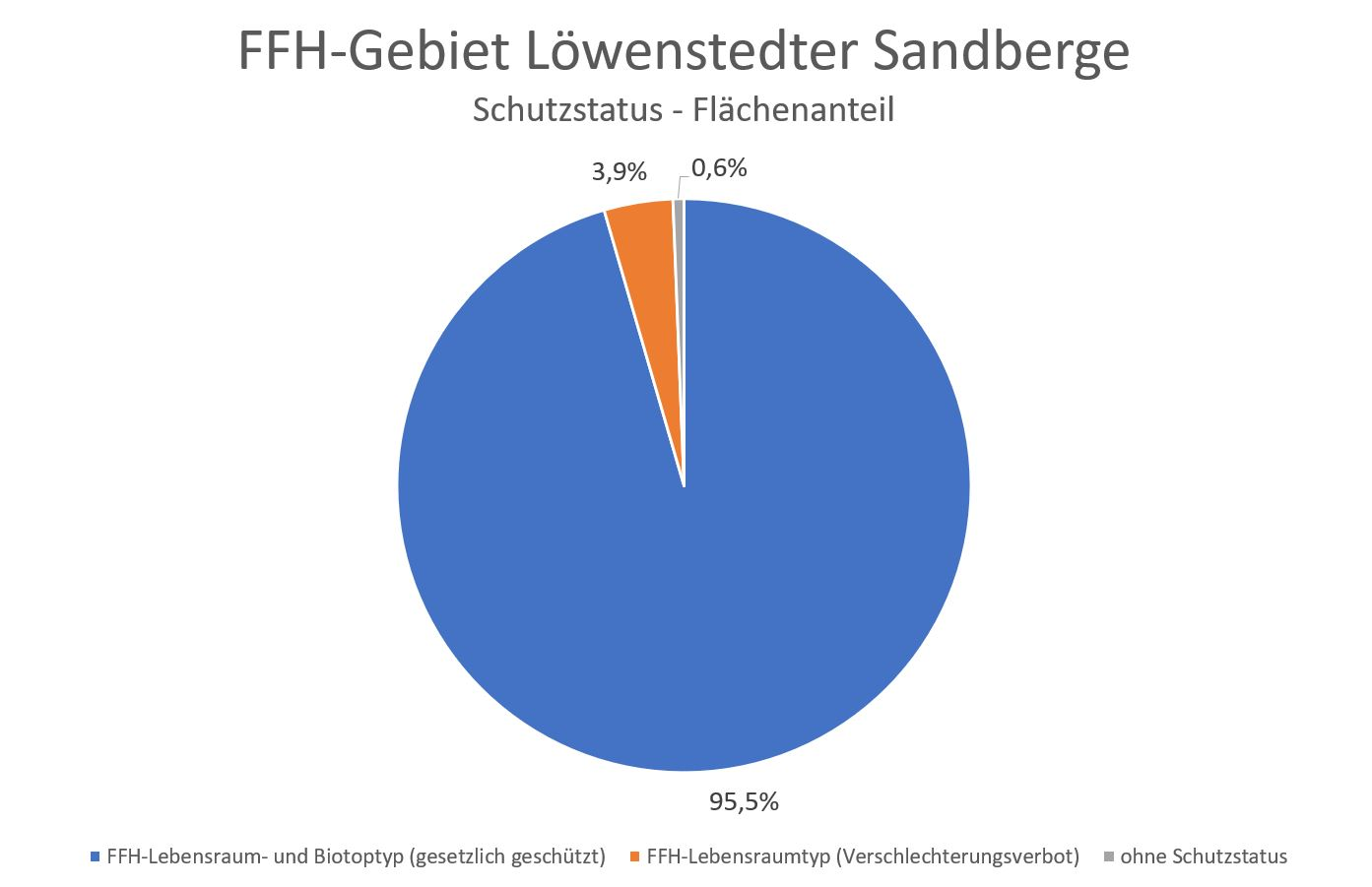
Diagramm 4: Schutzstatus

Die Biotopkartierung für das FFH-Gebiet ist mittlerweile vom LLUR vollständig durchgeführt (Stand: Februar 2021). Die Auswertung der Biotopkartierung durch den Verfasser zeigt, dass der Biotoptyp MDm Degenerierte Moorflächen mit Pfeifengras-Stadien die größte Fläche einnimmt, gefolgt von den Sand- und Wacholderheiden, siehe Diagramm 3. Das FFH-Gebiet besteht zu gut 95 % aus gesetzlich geschützten Biotopen nach § 30 BNatSchG in Verbindung mit § 21 LNatSchG, sowie der BiotopV SH 2019, die gleichzeitig FFH-Lebensraumtypen enthalten und zu knapp 5 % aus FFH-Lebensraumtypen, die dem Verschlechterungsverbot unterliegen, siehe Diagramm 4.
Das FFH-Gebiet befindet sich zum überwiegenden Teil im Besitz des NABU. Die Fläche des Naturschutzgebietes Löwenstedter Sandberge ist bereits seit 1931 vollständig in dessen Besitz. Mit der Gründung des FFH-Gebietes kamen eine kleine ruderale Grasfläche an der Westspitze und eine Moorfläche am Nordostende, die der Stiftung Naturschutz Schleswig-Holstein (SNSH) gehören, sowie im Osten ein größeres Moorgebiet, das sich im Besitz des Kreises Nordfriesland befindet, hinzu. Drei kleinere Flächen aus Moor, Gebüsch und intensivem Grünland befinden sich im Privatbesitz, siehe auch Diagramm 2. Hinweistafeln des Besucher-informationssystems (BIS) für Naturschutzgebiete und NATURA 2000-Gebiete in Schleswig-Holstein sind vom LLUR an den Zugängen oder innerhalb des FFH-Gebietes nicht aufgestellt worden. Ein entsprechendes BIS-Faltblatt ist nicht verfügbar.

## FFH-Erhaltungsgegenstand

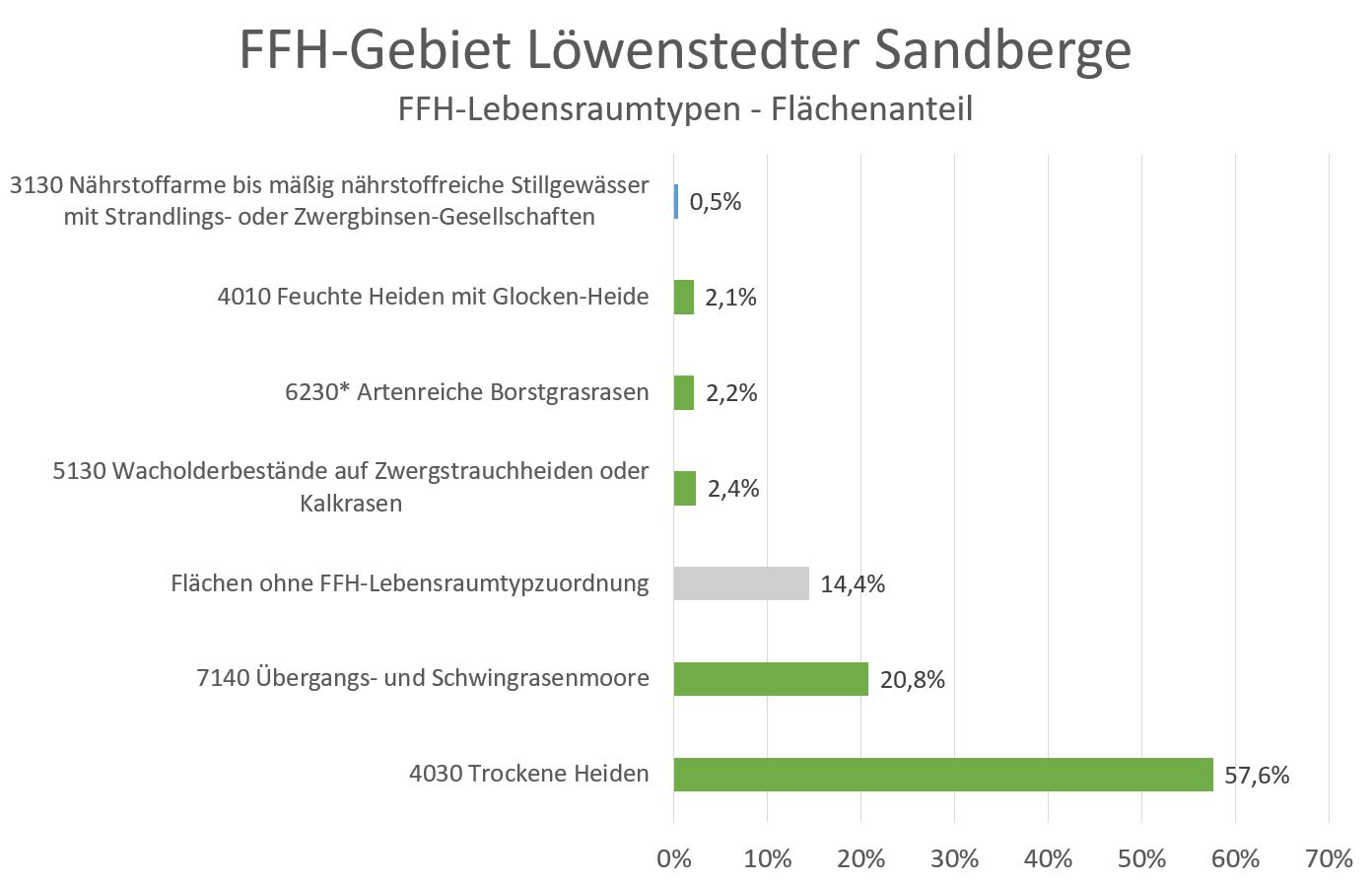
Diagramm 5: FFH-Lebensraumtypen

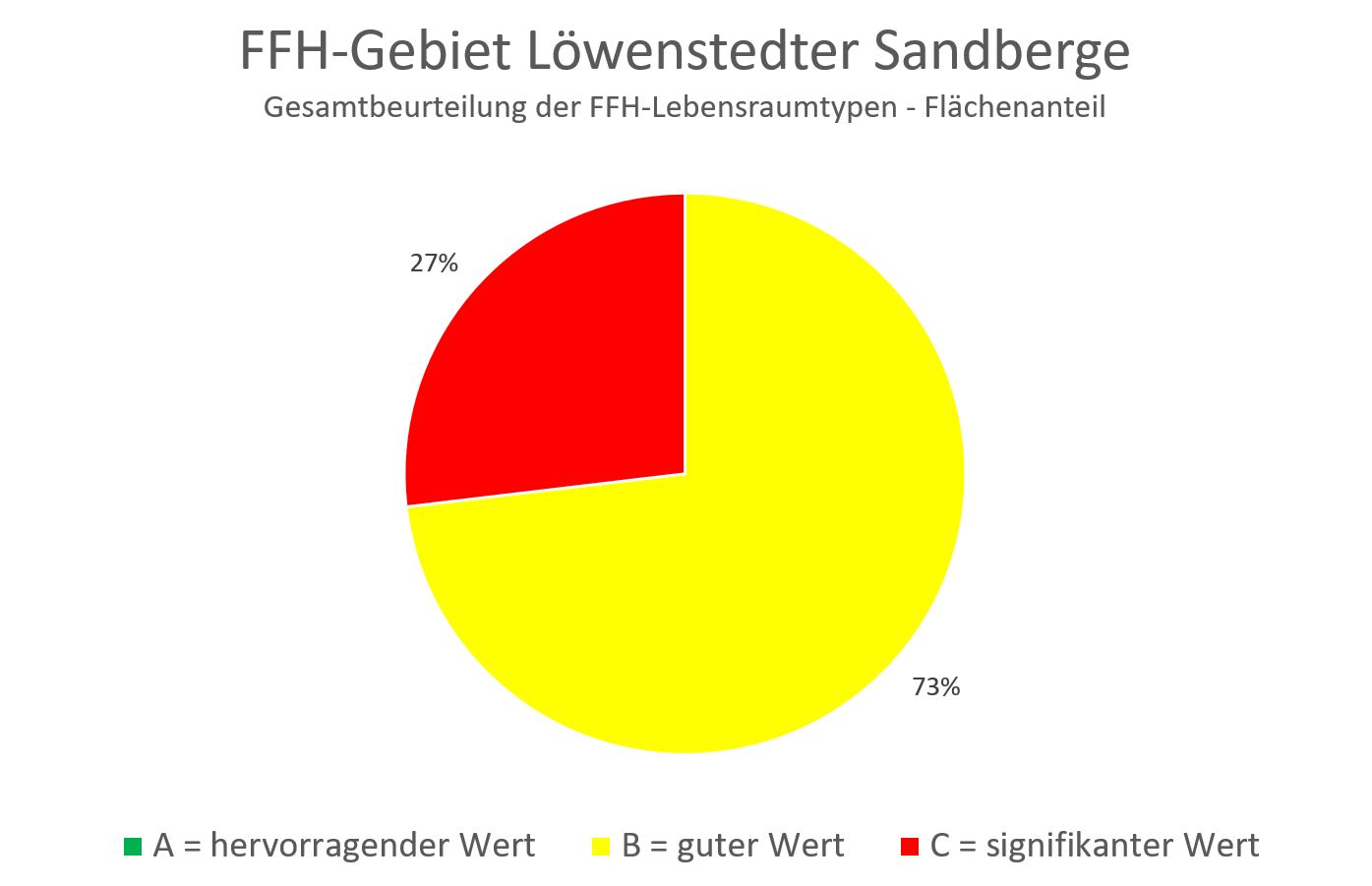
Diagramm 6: Gesamtbeurteilung der FFH-Lebensraumtypen

Laut Standard-Datenbogen vom Mai 2019 sind folgende FFH-Lebensraumtypen und Arten für das Gesamtgebiet als FFH-Erhaltungsgegenstände mit den entsprechenden Beurteilungen zum Erhaltungszustand der Umweltbehörde der Europäischen Union gemeldet worden (Gebräuchliche Kurzbezeichnung (BfN)):

### FFH-Lebensraumtypen nach Anhang I der EU-Richtlinie
- 3130 Nährstoffarme bis mäßig nährstoffreiche Stillgewässer mit Strandlings- oder Zwergbinsen-Gesellschaften (Gesamtbeurteilung B)[21]
- 4010 Feuchte Heiden mit Glockenheide (Gesamtbeurteilung B)[22]
- 4030 Trockene Heiden (Gesamtbeurteilung B)[23]
- 5130 Wacholderbestände auf Zwergstrauchheiden oder Kalkrasen (Gesamtbeurteilung B)[24]
- 6230* Artenreiche Borstgrasrasen (Gesamtbeurteilung C)[25]
- 7140 Übergangs- und Schwingrasenmoore (Gesamtbeurteilung C)[26]

Mehr als die Hälfte des FFH-Gebietes wird vom FFH-Lebensraumtyp 4030 Trockene Heiden eingenommen, siehe Diagramm 3. Er ist besonders stark im Westen des FFH-Gebietes vertreten. Einfünftel der Fläche wird vom FFH-Lebensraumtyp 7140 Übergangs- und Schwingrasenmoore besiedelt. Er ist ausschließlich im Osten des FFH-Gebietes anzutreffen. Die restlichen vier FFH-Lebensraumtypen haben nur Habitatanteile im unteren einstelligen Prozentbereich. Landesweit von Bedeutung ist dabei der auf vier kleineren Flächen innerhalb der trockenen Heide vorkommende FFH-Lebensraumtyp 5130 Wacholderbestände auf Zwergstrauchheide. Knapp Dreiviertel der Fläche wird im SDB eine gute Wertung für die Gesamtbeurteilung zugebilligt. Gut Einviertel hat nur die Note C = signifikant erhalten. Hiervon betroffen sind im Wesentlichen die Moorstadien im Osten. Sie werden für das Gebiet als nicht repräsentativ eingestuft, was zur Abwertung führt.

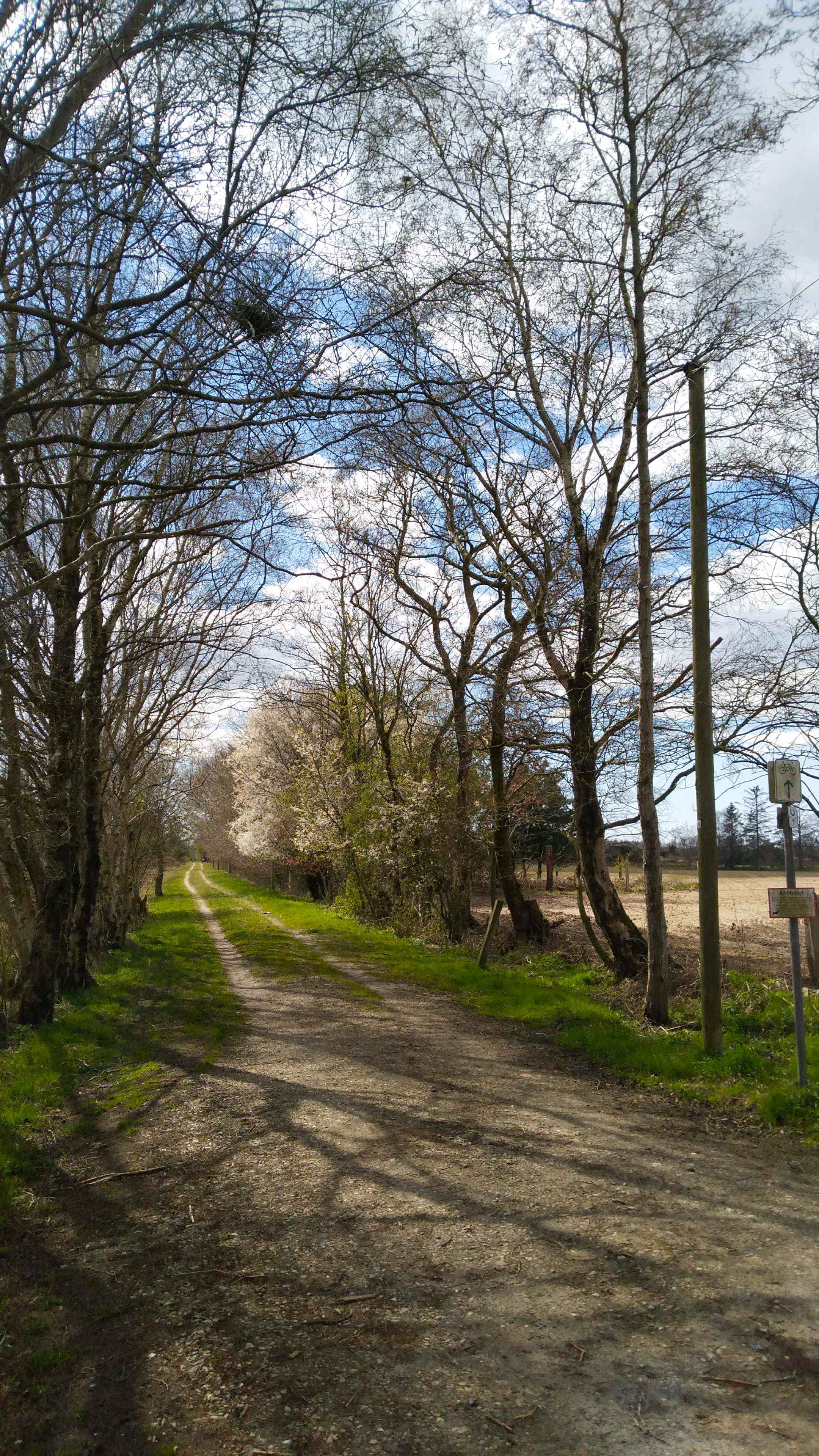
Bild 1: Ehemaliger Bahndamm der Eisenbahnlinie Bredstedt-Löwenstedt

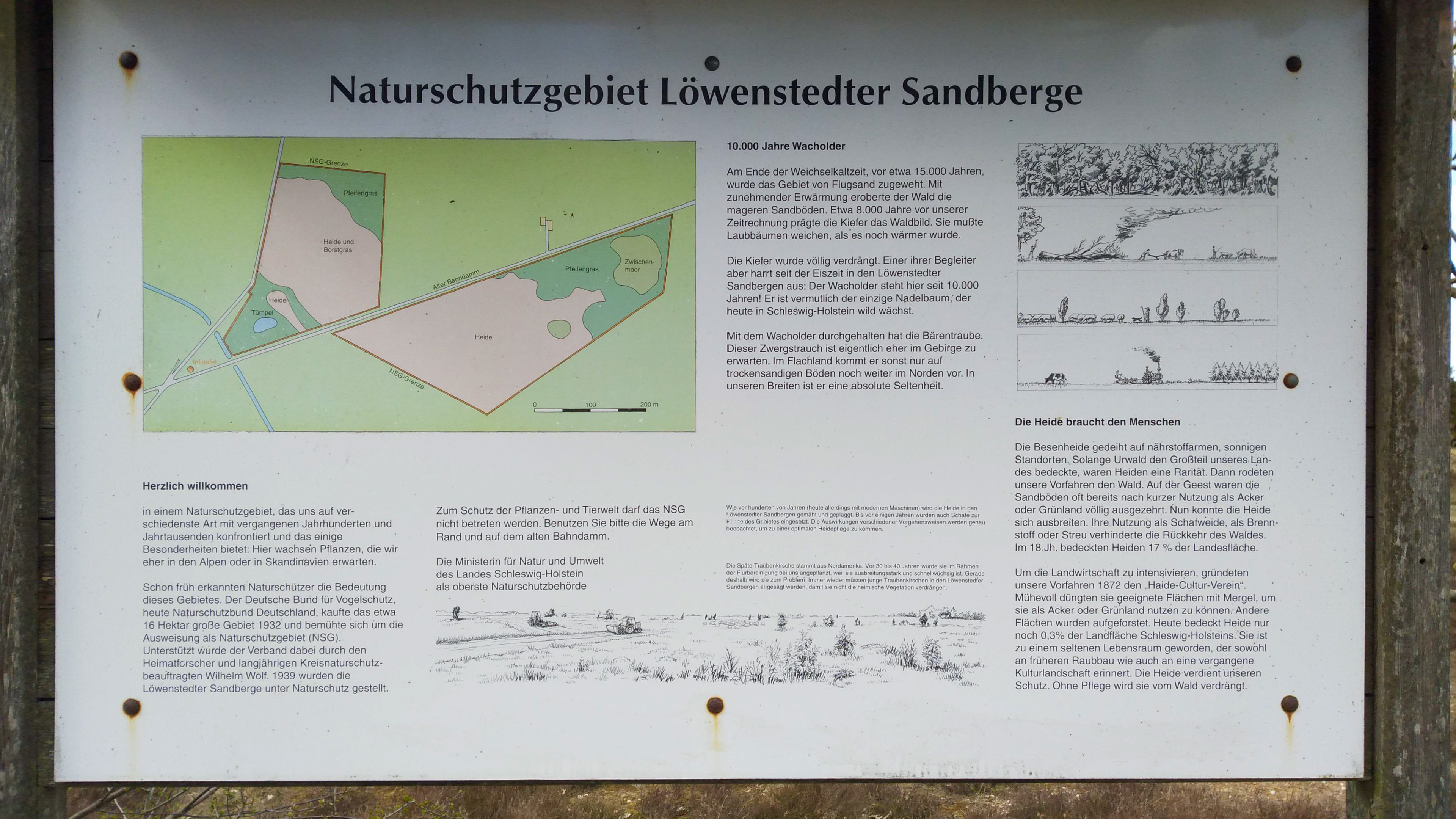
Bild 2: Infotafel zum NSG

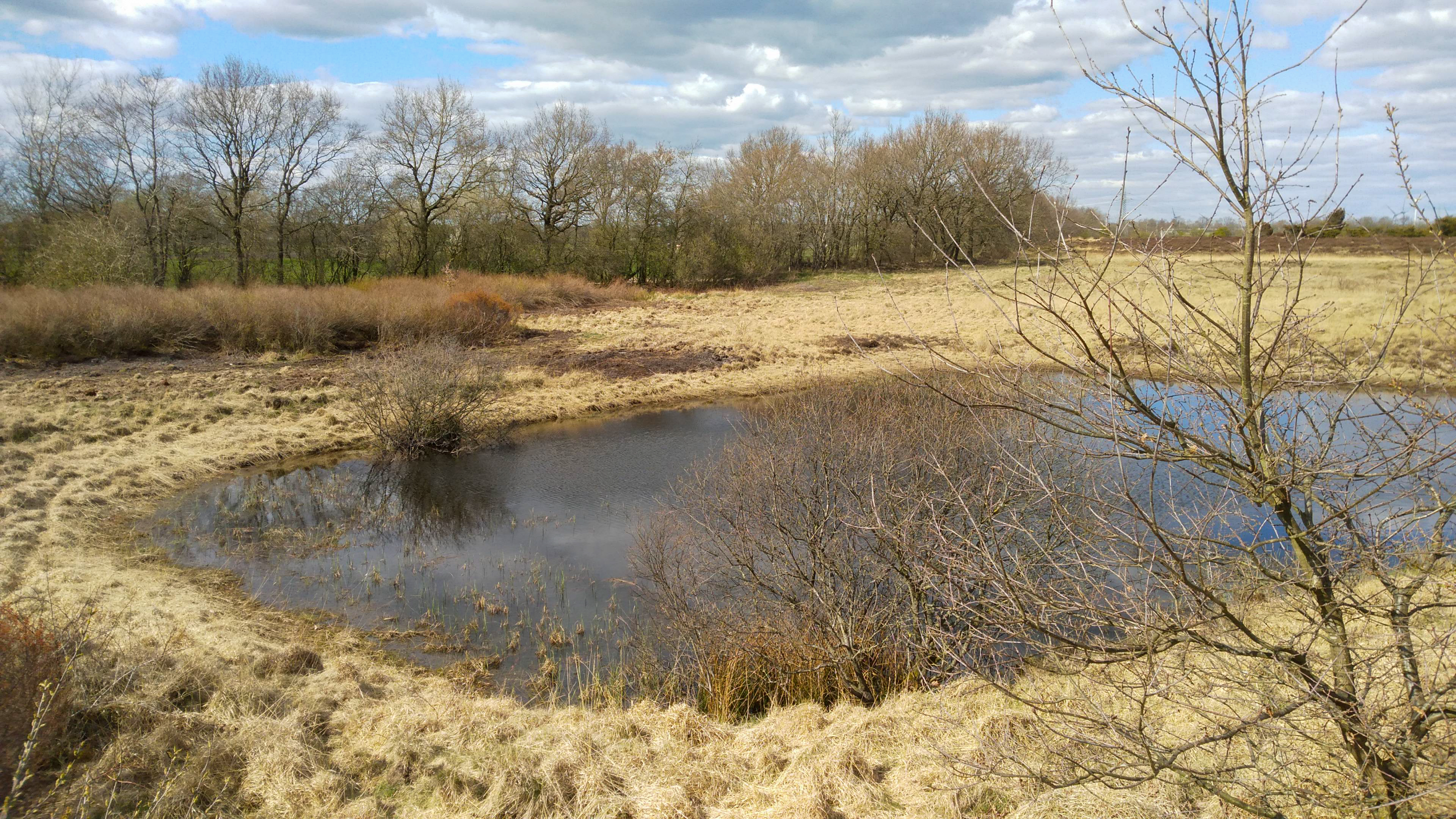
Bild 3: Basenarmer Teich in feuchter Heide

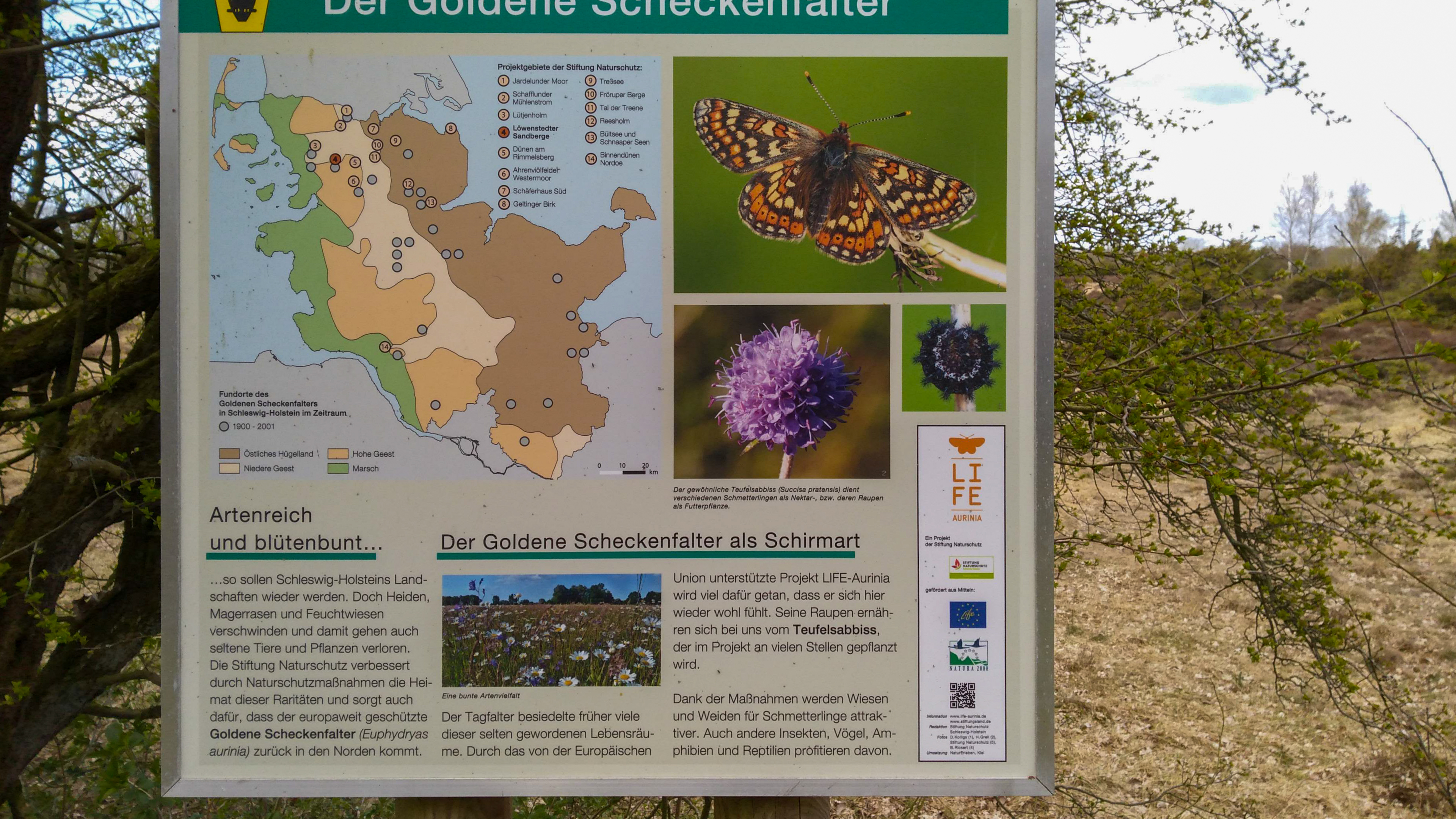
Bild 4: LIFE-AURINIA-Projekt zum Schutz des Goldenen Scheckenfalters

### FFH-Arten nach Anhang IV der EU-Richtlinie
- 1214 Moorfrosch[28]
- 1261 Zauneidechse[29]

Beide Arten sind im FFH-Gebiet mit Sicherheit nachgewiesen. Über Populationsgröße und Reproduktionsrate können keine Angaben gemacht werden. Damit entfällt die Vergabe einer Beurteilungsstufe für die einzelnen Bewertungskriterien im SDB.

## FFH-Erhaltungsziele
Aus den oben aufgeführten FFH-Erhaltungsgegenständen wurden vom Ministerium für Energiewende, Landwirtschaft, Umwelt und ländliche Räume des Landes Schleswig-Holstein folgende FFH-Lebensraumtypen und Arten zu FFH-Erhaltungsgegenständen von besonderer Bedeutung erklärt und Ziele für deren Erhaltung festgelegt:
- 3130 Nährstoffarme bis mäßig nährstoffreiche Stillgewässer mit Strandlings- oder Zwergbinsen-Gesellschaften
- 4010 Feuchte Heiden mit Glockenheide
- 4030 Trockene Heiden
- 5130 Wacholderbestände auf Zwergstrauchheiden oder Kalkrasen
- 6230* Artenreiche Borstgrasrasen
- 7140 Übergangs- und Schwingrasenmoore

## FFH-Analyse und Bewertung
Das Kapitel FFH-Analyse und Bewertung im Managementplan beschäftigt sich unter anderem mit den aktuellen Gegebenheiten des FFH-Gebietes und den Hindernissen bei der Erhaltung und Weiterentwicklung der FFH-Lebensraumtypen. Die Ergebnisse fließen in den FFH-Maßnahmenkatalog ein.
Obwohl sich der größte Teil des FFH-Gebietes seit mittlerweile 90 Jahren (Stand: 2021) im Besitz einer der größten deutschen Naturschutzorganisationen, dem NABU, befindet, ist es dieser bisher nicht gelungen, auch nur einen Lebensraumtyp des Gebietes auf die Stufe einer „hervorragenden Gesamtbeurteilung“ nach den Kriterien der europäischen FFH-Richtlinie zu entwickeln. Da das FFH-Gebiet sich nur zu einem geringen Prozentsatz in Privathand befindet, können Schutz- und Entwicklungsmaßnahmen leichter in Angriff genommen werden. Würde man das Gebiet sich selbst überlassen, wären die Heideflächen mit der Zeit verbuscht und Heidebirken würden sich schnell ausbreiten. Die dadurch entstehende Beschattung würde wärmeliebende Tiere und Pflanzen Lebensraum nehmen. Um die vom Gesetzgeber geforderte Erhaltung einer offenen Heidelandschaft sicherzustellen, bedarf es des ständigen Eingriffs durch den Menschen.
Die Heide ist kein prioritärer, sondern ein von Menschen verursachter Lebensraum. Nach der letzten Eiszeit haben sich in diesem Gebiet Wälder gebildet. Seit der Eisenzeit wurden diese Wälder vom Menschen gerodet und urbar gemacht. Die Böden waren aber nicht überall dauerhaft fruchtbar. In diesem Sandergebiet war nur noch Weidewirtschaft möglich. Die Weidetiere verhinderten die Entstehung neuer Wälder und so bildete sich der Lebensraumtyp der Heide. Die wenigen Felder wurden durch Abtragung der humosen Deckschicht, den Plaggen, gedüngt. Man erhält damit eine pflanzenfreie Sandfläche, wo sich wieder Pionierpflanzen ansiedeln können. Zur Erhaltung des Lebensraumtyps Heide in allen Entwicklungsstadien ist es deshalb erforderlich, diese Weidewirtschaft dauerhaft nachzuahmen.
Das Grundproblem dieses FFH-Gebietes ist seine geringe Größe. Um eine hervorragende Gesamtbeurteilung zu erlangen, müssen möglichst alle Entwicklungsstadien eines Lebensraumtyps in einer ausreichenden Größe, sowie das lebensraumtypische Arteninventar vollständig vorhanden sein. Am Beispiel des Lebensraumtyps 4030 Trockene Heiden wären dies die vier Stadien Pionier-, Aufbau-, Reife- und Degenerationsphase, wobei die Degenerationsphase höchstens 50 % der Fläche einnehmen darf. Dazu müssten bei der hier vorliegenden Sandheide 5 bis 25 % offene Sandstellen vorhanden sein. Daneben dürfen die Beeinträchtigungen zum Beispiel durch Neophyten, Verbuschung oder Vergrasung praktisch nicht vorhanden sein. Deshalb wird seit 2015 über die Erweiterung des FFH-Gebiets von 21 ha auf 63 ha durch Zukauf umliegender Flächen gesprochen. Auch wenn es gelänge, diesen Plan umzusetzen, wird es weitere Jahrzehnte dauern, bis diese in der Regel bisher intensiv landwirtschaftlich genutzten Flächen renaturiert sind.

## FFH-Maßnahmenkatalog
Der FFH-Maßnahmenkatalog im Managementplan führt neben den bereits durchgeführten Maßnahmen geplante Maßnahmen zur Erhaltung und Entwicklung der FFH-Lebensraumtypen im FFH-Gebiet an. Konkrete Empfehlungen sind in 20 Maßnahmenblättern und einer Maßnahmenkarte beschrieben.

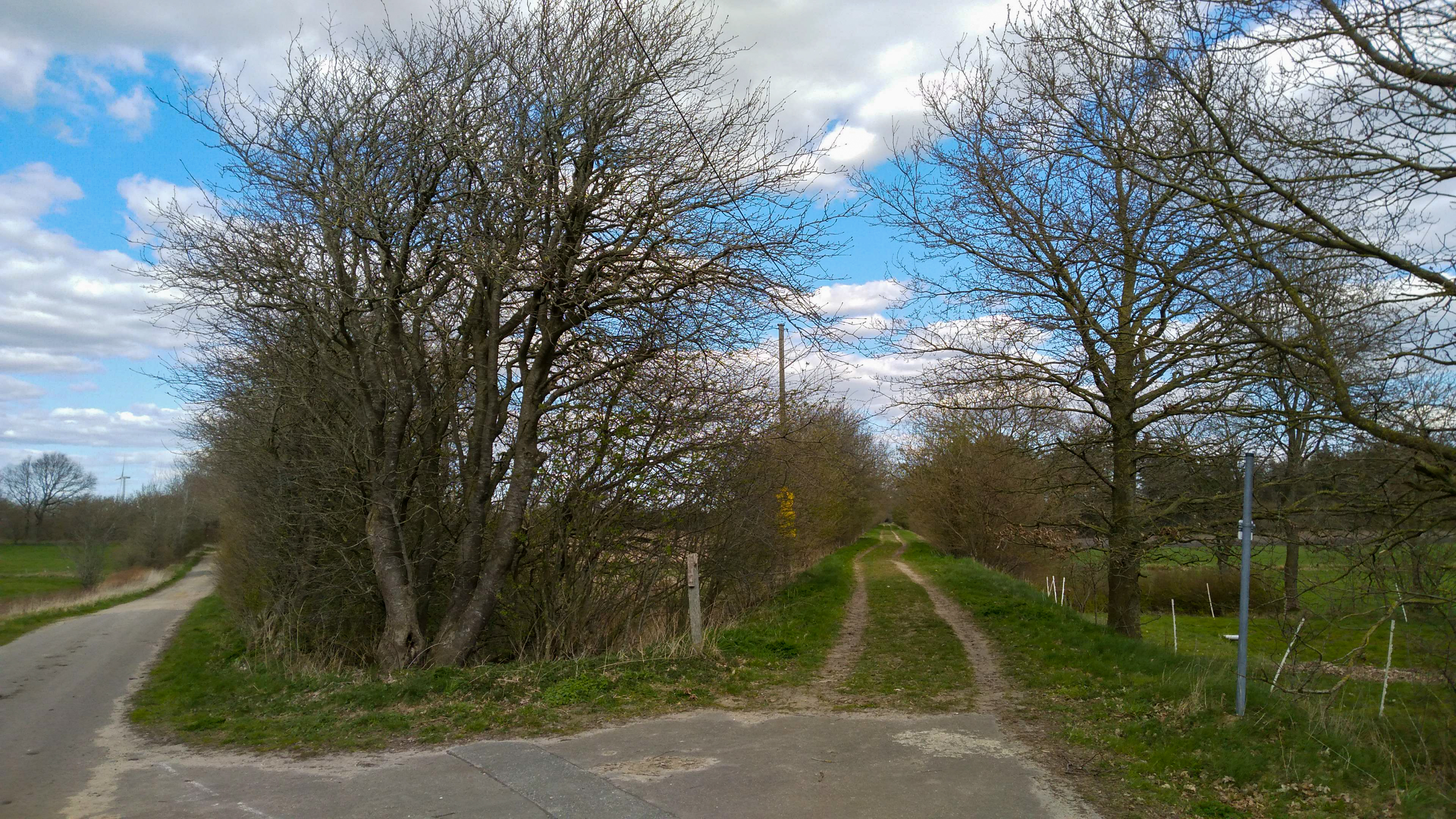
Bild 5: Westspitze des FFH-Gebietes, rechts der ehemalige Bahndamm, links der Kolkenheider Weg

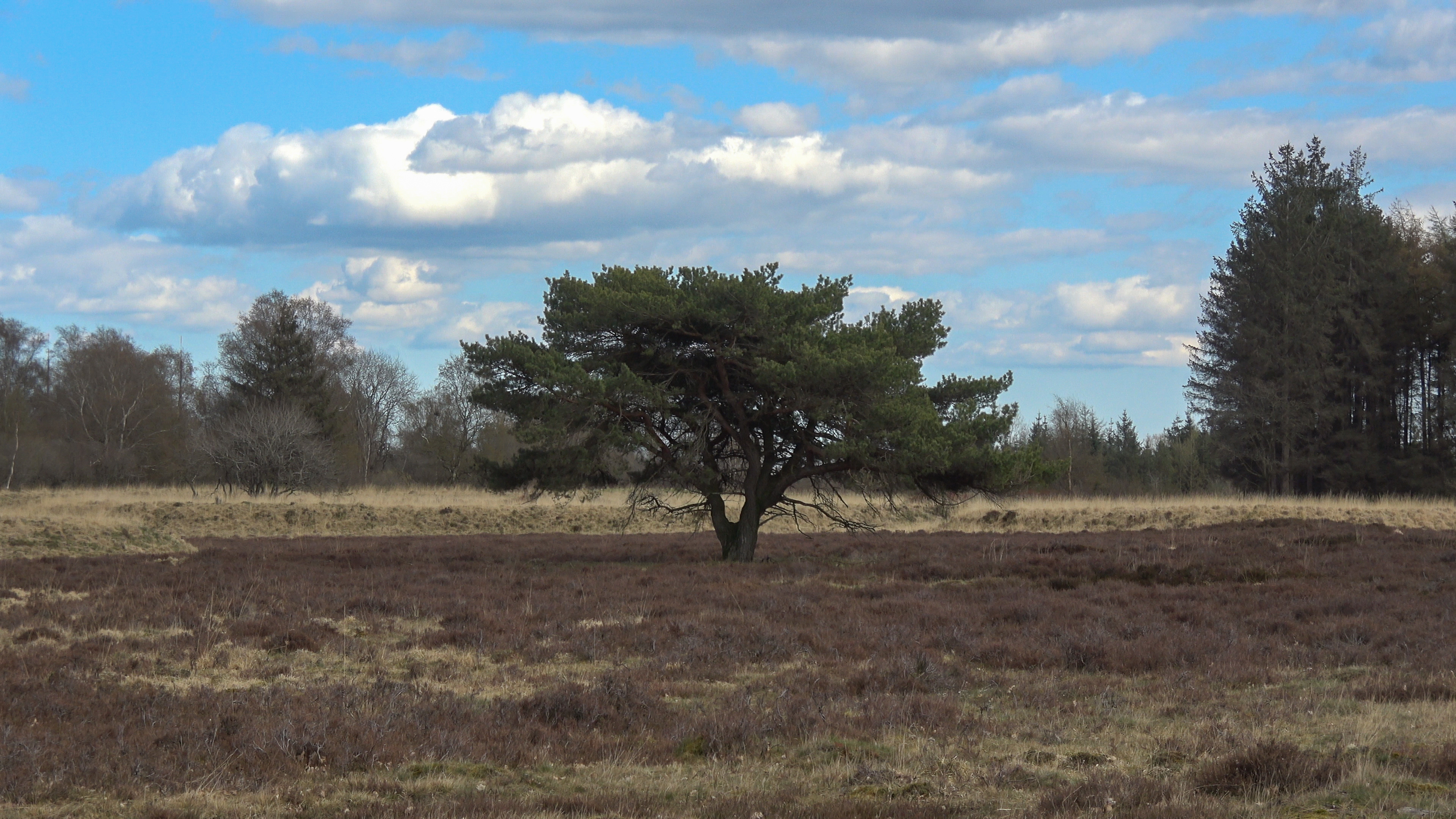
Bild 6: Trockene Heide mit Wacholder

| Maßnahmenblatt Nr. | Einzelmaßnahme                                                                                                   |
| ------------------ | --- |
| 1                  | Jährliche Schafhütebeweidung, Plaggen, kontrolliertes Brennen und Mahd der Heideflächen                          |
| 2                  | Jährliches Entkusseln der Heiden und Moore                                                                       |
| 3                  | Jährliches Freistellen der Wacholderbestände                                                                     |
| 4                  | Keine Aufforstungen im FFH-Gebiet                                                                                |
| 5                  | Keine Anlage von Wildäckern und Durchführung von Wildfütterung im FFH-Gebiet                                     |
| 6                  | Keine Intensivierung des privaten Grünlandes im FFH-Gebiet                                                       |
| 7                  | Keine Anlage neuer Wege im FFH-Gebiet                                                                            |
| 8                  | Erhalt aber keine Neuanlage von Gewässern im FFH-Gebiet                                                          |
| 9                  | Dauerhafte Ausmagerung der Grünfläche des Stiftungsfläche außerhalb am Nordostrand des FFH-Gebietes              |
| 10                 | Ankauf oder Vertragsnaturschutz der privaten Fläche im Südosten des FFH-Gebietes mit dem Ziel der Extensivierung |
| 11                 | Verbesserung des Wasserhaushaltes im Westen unter Berücksichtigung der WRRL (langfristiges Ziel)                 |
| 12                 | Erhöhung des Wasserstandes im Moorgebiet an der Ostgrenze durch Grabenverschluss                                 |
| 12 (doppelt)       | Bekämpfung der Spätblühenden Traubenkirsche in angrenzenden Waldbereichen                                        |
| 13                 | Aufstellen von Infotafeln des landesweiten Besucherinformationssystems BIS                                       |
| 14                 | Jährliche Knickpflege                                                                                            |
| 15                 | Jährliche angepasste Mahd des Bahndamms zum Erhalt der Blühhorizonte der Lebensraumtypen                         |
| 16                 | Kein Aufstellen von Bienenstöcken zum Schutz der Wildbienen                                                      |
| 17                 | Einbeziehung der Stiftungsfläche im Osten in das FFH-Gebiet                                                      |
| 18                 | Dauerhafte Bekämpfung der Spätblühenden Traubenkirsche im Umfeld des FFH-Gebietes                                |
| 19                 | Erhalt der Habitate für Zauneidechsen und Schaffung neuer durch Plaggen                                          |

## FFH-Erfolgskontrolle und Monitoring der Maßnahmen
Eine FFH-Erfolgskontrolle und Monitoring der Maßnahmen findet in Schleswig-Holstein alle 6 Jahre statt. Der Managementplan wurde 2015 veröffentlicht. Somit wäre 2021 die nächste FFH-Erfolgskontrolle fällig.